# Хуан Липин
Хуа́н Липи́н (кит. упр. 黄力平, род. 9 апреля 1973 года) — бывший китайский гимнаст, судья в спортивной гимнастике.

## Карьера
С 1978 года Хуан Липин выступал на соревнованиях как любитель, с 1985 года входил в состав китайской команды по спортивной гимнастике Хубэй. В 1993 году принимал участие в соревнованиях на чемпионате КНР по спортивной гимнастике, где был первым в многоборье, на перекладине и на брусьях. Выигрывал несколько чемпионатов мирапо спортивной гимнастике в командных соревнованиях и в личном первенстве. В 1996 году на летних Олимпийских играх в Атланте завоевал серебряную медаль, финишировал шестым в упражнениях на брусьях.
С 1996 года работал судьей в соревнованиях по спортивной гимнастике.
На летних Олимпийских играх 2008 в Пекине во время церемонии открытия Хуан произносил олимпийскую клятву судей на Пекинском национальном стадионе.